# 达伊拉·达梅诺
达伊拉·达梅诺（義大利語：Daila Dameno，1968年6月18日—），意大利女子高山滑雪、游泳运动员。她曾代表意大利参加2004年、2006年和2010年残疾人奥林匹克运动会，获得一枚银牌和一枚铜牌。